# سعيد بن يزيد الأزدي
هو سعيد بن يزيد بن علقمة بن يزيد بن عوف الأزدي من أهل فلسطين تولى إمارة مصر فقدمها لمستهل شهر رمضان سنة اثنتين وستين هجرية ، فأقر عابساً بن سعيد على الشرط.
قال ابن قديد، عن عبيد الله بن سعيد بن عفير، عن أبيه، عن الليث بن سعد قال: " لما قدم سعيد بن يزيد والياً على جند مصر، تلقاه عمرو ابن قزحم الخولاني، فقال: يغفر الله لأمير المؤمنين، أما كان فينا مئة شاب كلهم مثلك، يولي علينا أحدهم؟!"
ولم تزل أهل مصر على الشنآن له والإعراض عنه والتكبر عليه، حتى توفي يزيد بن معاوية سنة أربع وستين هجرية ، ودعا عبد الله ابن الزبير إلى نفسه، فقامت الخوارج الذين بمصر في أمره وأظهروا دعوته. وكانوا يحسبونه على مذهبهم، وأوفدوا منهم وفداً إليه، وسألوه أن يبعث إليهم بأمير يقومون معه ويؤازرونه. فكان كيب بن أبرهة بن الصباح وغيره من أشراف أهل مصر يقولون: ماذا نرى من العجب، إن هذه طائفة مكتتمة تأمر فينا وتنهى، ونحن لا نستطيع أن نرد أمرهم؟ ولحق بابن الزبير ناس من أهل مصر، منهم أبو عبيدة وعياض ابنا عقبة بن نافع الفهري، وأبو بكر بن القاسم بن قيس العذري،وحيان بن الأعين الجهضمي، وحجوة بن الأسود الصدفي.
وبعث ابن الزبير إليها بعبد الرحمن بن جحدم الفهري فقدمها في طائفة من الخوارج. فوثبوا على سعيد بن يزيد فاعتزلهم. فكانت ولاية سعيد عليها سنتين إلا شهراً.